# گنج شایگان (سفرنامه)
گنج شایگان سفرنامه‌ای از میرزا تقی خان کاشانی است که به گزارش سفر سه‌ماهه به عربستان (خوزستان) پرداخته‌است. 

## نسخه‌ها
از این رساله دو نسخه وجود دارد: (۱) نسخهٔ کتابخانه وزارت دارایی که ایرج افشار آن را معرفی کرده و (۲) نسخه‌ای که جزو کتاب‌های میرزا تقی‌خان کاشانی بوده و توسط اکبر مسعود (صارم‌الدوله) با کتاب‌های نفیس دیگر در آذر ۱۳۴۴ به کتابخانه فرهنگ اصفهان اهدا شده. این نسخهٔ دوم به‌اهتمام جمشید مظاهری در نشریهٔ دانشکده ادیبات و علوم انسانی دانشگاه اصفهان به چاپ رسیده‌است.